# Альфорс, Ансельм
Ансельм Альфорс (фин. Anselm Ahlfors; 29 декабря 1897 — 13 августа 1974) — финский борец греко-римского стиля, призёр Олимпийских игр, чемпион мира.
Ансельм Альфорс родился в 1897 году в Котке. В 1924 году стал серебряным призёром Олимпийских игр в Париже. В 1924 и 1926 годах становился чемпионом Финляндии. В 1928 году он принял участие в Олимпийских играх в Амстердаме, но не завоевал медалей.